# Maxillariella sanguinea
Maxillariella sanguinea är en orkidéart som först beskrevs av Robert Allen Rolfe, och fick sitt nu gällande namn av Mario Alberto Blanco och Germán Carnevali. Maxillariella sanguinea ingår i släktet Maxillariella och familjen orkidéer. Inga underarter finns listade i Catalogue of Life.

## Bildgalleri

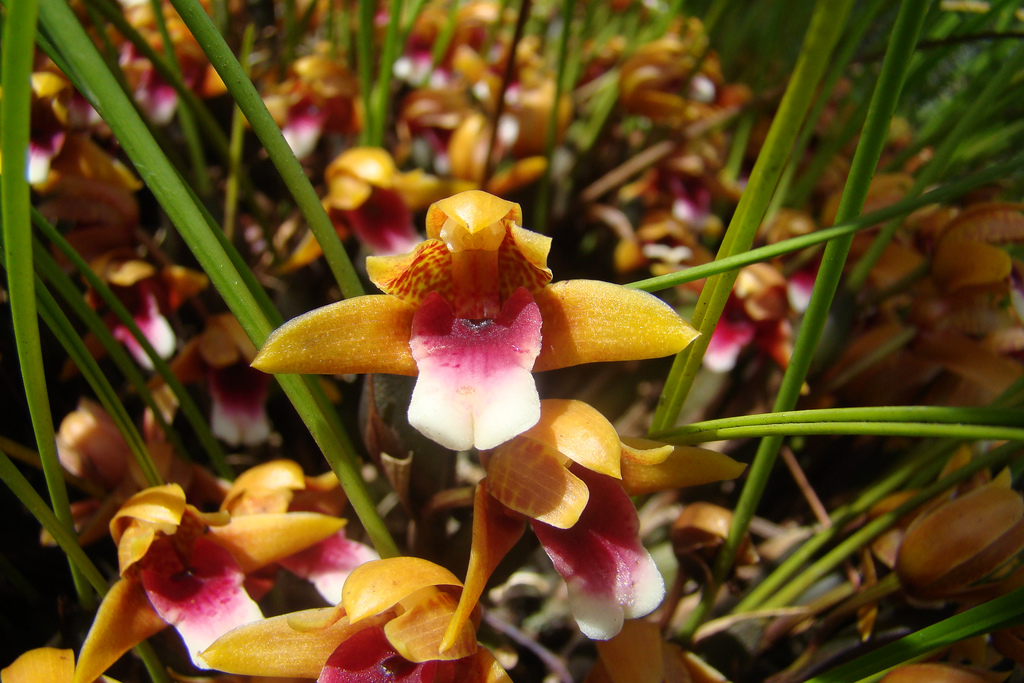